# Математический институт Клэя
Математический институт Клэя — частная некоммерческая организация, расположенная в Кембридже (штат Массачусетс, США). Основан в 1998 году бизнесменом Лэндоном Клэем (Landon T. Clay) и математиком из Гарварда Артуром Джеффи (Arthur Jaffe). Цель института — увеличение и распространение математических знаний. С этой целью институт выдаёт различные награды и спонсирует многообещающих математиков.
Управляется советом директоров, который принимает решения о награждениях и выделении грантов; имеется научный комитет, который должен одобрить решение совета директоров. На 2006 год совет директоров состоял из членов семьи Клэев (включая самого Лэндона Клэя), а в научный комитет входят ведущие математики мира — сэр Эндрю Уайлс, Юм-Тон Сиу, Ричард Мелроуз, Григорий Маргулис, Саймон Дональдсон и Джеймс Карлсон.

## Проблемы тысячелетия
Институт наиболее известен после объявления 24 мая 2000 года списка Проблем тысячелетия (Millennium Prize Problems). Эти семь проблем определены как «важные классические задачи, решение которых не найдено вот уже в течение многих лет». За решение каждой из задач предложен приз в 1 000 000 долларов США. Анонсируя приз, институт Клэя провёл параллель со списком проблем Гильберта, представленным в 1900 году и оказавшим существенное влияние на математиков XX века. Из 23 проблем в списке большинство уже решены и только одна — гипотеза Римана, вошла в список института Клэя.
По состоянию на март 2010 года одна из семи проблем тысячелетия (гипотеза Пуанкаре) решена. Премия за доказательство гипотезы Пуанкаре присуждена российскому математику Григорию Перельману, опубликовавшему в 2002 году серию работ, доказывающую исходную гипотезу. Перельман отказался принять премию.

## Другая деятельность
Кроме того, институт Клэя выплачивает стипендии (сроком от 2 до 5 лет) молодым математикам, а также краткосрочные гранты для исследований и написания книг. За самый значительный прорыв в области математических исследований присуждается ежегодная премия. Также институт Клэя в большом количестве организует курсы, конференции, семинары и публичные лекции.